# Hamilton (Montana)
Hamilton ist eine Stadt in Ravalli County im US-Bundesstaat Montana und Sitz der County-Verwaltung (County Seat).
Der Ort wurde Ende des 19. Jahrhunderts von dem Unternehmer Marcus Daly gegründet, der hier Holz aus dem Umland für den Betrieb seiner Kupferminen verarbeitete.
Nach der Volkszählung im Jahr 2020 hat Hamilton 4659 Einwohner.

## Demografie
Die bei der Volkszählung im Jahr 2000 ermittelten 3705 Einwohner von Hamilton lebten in 1772 Haushalten; darunter waren 855 Familien. Die Bevölkerungsdichte betrug 619 pro km². Im Ort wurden 1.915 Wohneinheiten erfasst. Unter der Bevölkerung waren 96,2 % Weiße, 0,9 % amerikanische Indianer, 0,8 % Asiaten und 0,3 % von anderen Ethnien; 1,8 % gaben die Zugehörigkeit zu mehreren Ethnien an.
Unter den 1.772 Haushalten hatten 22,3 % Kinder unter 18 Jahren; 36,3 % waren verheiratete zusammenlebende Paare. 47,6 % der Haushalte waren Single-Haushalte. Die durchschnittliche Haushaltsgröße war 1,95, die durchschnittliche Familiengröße 2,81 Personen.
Die Bevölkerung verteilte sich auf 20,2 % unter 18 Jahren, 6,8 % von 18 bis 24 Jahren, 24,0 % von 25 bis 44 Jahren, 20,6 % von 45 bis 64 Jahren und 28,3 % von 65 Jahren oder älter. Der Median des Alters betrug 44 Jahre.
Der Median des Haushaltseinkommens betrug 22.013 $, der Median des Familieneinkommens 30.665 $. Das Pro-Kopf-Einkommen in Hamilton betrug 14.689 $. Unter der Armutsgrenze lebten 17,8 % der Bevölkerung.

## Geographie
Hamilton liegt im Westen Montanas im Bitterroot Valley. Die nächstgrößere Stadt Missoula mit mehr als 50.000 Einwohnern liegt ca. 70 km nördlich (flussaufwärts).